# Campionato europeo dei piccoli stati femminile di pallavolo 2004
Il campionato europeo dei piccoli stati femminile di pallavolo 2004 si è svolto dal 10 al 12 giugno 2004 a Vaduz, in Liechtenstein: al torneo hanno partecipato cinque squadre nazionali europee di stati con meno di un milione di abitanti e la vittoria finale è andata per la seconda volta a Cipro.

## Qualificazioni
Al torneo hanno partecipato: la nazionale del paese ospitante e quattro nazionali provenienti dai gironi di qualificazione.

## Regolamento
Le squadre hanno disputato un'unica fase con formula del girone all'italiana.

## Squadre partecipanti
| Squadra       | Qualificazione                            | Ultima partecipazione |
| ------------- | ----------------------------------------- | --------------------- |
| Cipro         | 2ª al torneo di qualificazione (girone B) | Lussemburgo 2002      |
| Irlanda       | 2ª al torneo di qualificazione (girone A) | Malta 2000            |
| Liechtenstein | Paese organizzatore                       | Lussemburgo 2002      |
| Lussemburgo   | 1ª al torneo di qualificazione (girone B) | Lussemburgo 2002      |
| Scozia        | 1ª al torneo di qualificazione (girone A) | Debutto               |

## Torneo

### Risultati
| 10 giugno 2004 ?, Vaduz Durata: 1h:46 - Spettatori: 75  | Irlanda       | 1 - 3 | Scozia        | 23-25, 15-25, 25-20, 20-25        |
| 10 giugno 2004 ?, Vaduz Durata: 1h:07 - Spettatori: 120 | Cipro         | 3 - 0 | Lussemburgo   | 25-11, 25-20, 25-20               |
| 10 giugno 2004 ?, Vaduz Durata: 1h:18 - Spettatori: 350 | Liechtenstein | 3 - 0 | Irlanda       | 25-19, 25-21, 25-19               |
| 11 giugno 2004 ?, Vaduz Durata: 1h:02 - Spettatori: 75  | Cipro         | 3 - 0 | Liechtenstein | 25-17, 25-21, 25-11               |
| 11 giugno 2004 ?, Vaduz Durata: 1h:17 - Spettatori: 50  | Lussemburgo   | 3 - 0 | Scozia        | 25-14, 25-23, 26-24               |
| 11 giugno 2004 ?, Vaduz Durata: 1h:08 - Spettatori: 50  | Irlanda       | 0 - 3 | Cipro         | 11-25, 18-25, 19-25               |
| 11 giugno 2004 ?, Vaduz Durata: 1h:15 - Spettatori: 400 | Liechtenstein | 0 - 3 | Lussemburgo   | 20-25, 20-25, 15-25               |
| 12 giugno 2004 ?, Vaduz Durata: 1h:11 - Spettatori: 50  | Scozia        | 0 - 3 | Cipro         | 13-25, 25-27, 22-25               |
| 12 giugno 2004 ?, Vaduz Durata: 1h:42 - Spettatori: 75  | Lussemburgo   | 3 - 1 | Irlanda       | 25-17, 25-23, 23-25, 25-22        |
| 12 giugno 2004 ?, Vaduz Durata: 2h:02 - Spettatori: 450 | Scozia        | 2 - 3 | Liechtenstein | 25-17, 25-22, 21-25, 21-25, 11-15 |

### Classifica
| Pos | Squadra       | Pt | G | V | P | SV | SP | Ratio | PF  | PS  | Ratio |
| --- | ------------- | -- | - | - | - | -- | -- | ----- | --- | --- | ----- |
| 1   | Cipro         | 8  | 4 | 4 | 0 | 12 | 0  | MAX   | 302 | 208 | 1.452 |
| 2   | Lussemburgo   | 7  | 4 | 3 | 1 | 9  | 4  | 2.250 | 300 | 278 | 1.079 |
| 3   | Liechtenstein | 6  | 4 | 2 | 2 | 6  | 8  | 0.750 | 283 | 312 | 0.907 |
| 4   | Scozia        | 5  | 4 | 1 | 3 | 5  | 10 | 0.500 | 319 | 340 | 0.938 |
| 5   | Irlanda       | 4  | 4 | 0 | 4 | 2  | 12 | 0.167 | 277 | 343 | 0.808 |

## Podio

### Campione
Formazione: 1 Panagiota Aristeidou, 2 Maria Charalambous, 3 Afroditi Faouta, 4 Paraskevoulla Ioannidou, 5 Stella Ioannou, 6 Tsikkina Konstanti, 7 Eleni Michael, 8 Anastasia Papagiorgi, 9 Oxana Pavkou, 10 Daniela Pelayia, 11 Tetyana Timokhova, 12 Dorinela Yiallouri, CT: -

### Secondo posto
Formazione: 1 Jenny Bolkaerts, 2 Veronique da Silva, 3 Lynn Elouardi, 4 Martine Emeringer, 5 Patricia Huijnen, 6 Tania Karier, 7 Denitza Krivova, 8 Patricia Noesen, 9 Michèle Schilt, 10 Joyce Serres, 11 Carole Simon, 12 Julie Zorn, CT: -

### Terzo posto
Formazione: 1 Esther Biedermann, 2 Jeanette Blank, 3 Melanie Büchel, 4 Julia Fehr, 5 Claudia Hasler, 6 Katrin Hasler, 7 Bettina Mähr, 8 Barbara Marxer, 9 Monika Marxer, 10 Laura Rüegg, 11 Petra Tschirky, CT: -

## Classifica finale
| Pos | Squadra       |
| --- | ------------- |
|     | Cipro         |
|     | Lussemburgo   |
|     | Liechtenstein |
| 4   | Scozia        |
| 5   | Irlanda       |